# Rage (film, 1972)
Pour les articles homonymes, voir Rage (film), Rage et La Rage au cœur.
Pour plus de détails, voir Fiche technique et Distribution.
Rage (La Rage au cœur en Belgique) est un film américain réalisé par George C. Scott et sorti en 1972.

## Synopsis
L'exploitant d'un ranch et son fils campent dans la campagne américaine. Un hélicoptère de l'armée passe au-dessus d'eux. Le lendemain, au réveil, le jeune garçon est malade et son père l'emmène à l'hôpital, où il décède peu après son arrivée.
Meurtri par la douleur, le père décide d'enquêter sur les circonstances exactes de la mort de son fils. Il s'aperçoit cependant que sa santé se dégrade peu à peu et qu'une chape de plomb étouffe l'affaire. Mais cela n'entame pas sa soif de justice et son besoin de vérité.

## Fiche technique
- Réalisateur : George C. Scott
- Scénariste : Philip Friedman et Dan Kleinman
- Société de production : Warner Bros. Pictures
- Producteur : Francisco Day
- Montage : Michael Kahn
- Costumes : Donald D. Dawson
- Décors : Leonard A. Mazzola
- Direction artistique :
- Régisseur d'extérieurs : Jack N. Young
- Musique : Lalo Schifrin
- Photo : Fred Koenekamp
- Langue : anglais
- Genre : Film dramatique
- Durée :  100 minutes
- Dates de sortie : 27 novembre 1972

## Distribution
- George C. Scott (VF : Claude Joseph) : Dan Logan
- Richard Basehart (VF : André Valmy) : Dr. Roy Caldwell
- Martin Sheen (VF : Patrick Dewaere) : Maj. Holliford
- Barnard Hughes (VF : Philippe Dumat) : Dr. Spencer
- Nicolas Beauvy : Chris Logan
- Paul Stevens (VF : Jean-Claude Michel) : Col. William Franklin
- Stephen Young (VF : Bernard Tiphaine) : Maj. Reintz
- Kenneth Tobey (VF : Raymond Loyer) : Col. Alan A. Nickerson
- Robert Walden (VF : Jean-Pierre Leroux) : Dr. Tom Janeway
- William Jordan : Maj. Coopr
- Dabbs Greer (VF : Jean-Henri Chambois) : Dr. Thompson
- John Dierkes (VF : René Bériard) : Bill Parker
- Bette Henritze (VF : Paule Emanuele) : Sarah Parker
- Lou Frizzell (VF : Antoine Marin) : J.T. 'Spike' Boynton
- Ed Lauter : Simpson
- Terry Wilson : Kaufman Trucking Co. driver
- Fielding Greaves : Dr. Walter Steenrod
- Anna Aries : partie de passage